# Warning Letter
Ein Warning Letter (dt. Abmahnung, Mahnschreiben oder Warnbescheid) ist eine schriftliche Mitteilung der Food and Drug Administration (FDA).

## Beschreibung
Die FDA ist in den Vereinigten Staaten die Behörde, die für die Public Health zuständig ist. Der Zuständigkeitsbereich umfasst unter anderem die Überwachung von Lebens- und Arzneimitteln, sowie deren Produktion und Zulassung; medizintechnische Geräte, Kosmetika und Tabakprodukte. Die FDA ist mit weitreichenden Befugnissen ausgestattet, die unter anderem die Inspektion und Überprüfung von Produktionsstätten von Unternehmen ermöglichen.
Diese Inspektionen, auch FDA-Audits genannt, können auch bei Unternehmen erfolgen, die außerhalb der Vereinigten Staaten ihren Sitz beziehungsweise ihre Produktionsstätten haben, wenn ihre Produkte in den Vereinigten Staaten vertrieben werden. Im Bereich der Lebens- und Arzneimittel ist die sogenannte Good Manufacturing Practice (GMP, dt. ‚gute Herstellungspraxis‘) die zentrale Richtlinie zur Qualitätssicherung der Produktionsabläufe und -umgebung.
Werden bei der Inspektion eines Unternehmens Mängel festgestellt, so werden diese von den Inspekteuren zunächst auf dem sogenannten Formblatt 483 (Inspectional Observations) notiert (Stufe 1). Der zuständige Inspekteur erstellt nach der Inspektion einen Establishment Inspection Report (EIR, dt. etwa ‚Betriebsabnahmeprotokoll‘). Werden im EIR die Abweichungen im Herstellungsprozess als wesentlich eingestuft, oder wird die Stellungnahme des Produzenten zur Beseitigung der beanstandeten Mängel als unzureichend eingestuft, so versendet die FDA ein Warning Letter (Stufe 2). Dies ist insbesondere bei sehr dramatischen Abweichungen von der GMP-Konformität (GMP Compliance) oder wiederholten Verstößen ohne Einleitung von Korrekturmaßnahmen der Fall.
Das angeschriebene Unternehmen hat nach Eingang des Warning Letters normalerweise 15 Werktage Zeit, schriftlich auf den Warning Letter zu antworten. Über den Inhalt des Schreibens kann der Empfänger mit offiziellen FDA-Vertretern sprechen und diskutieren. In dem Antwortschreiben erwartet die FDA einen Maßnahmenkatalog zur Abstellung der im Warning Letter aufgeführten Mängel.
Erfolgt auf den Warning Letter von dem angeschriebenen Unternehmen nach Meinung der FDA keine zufriedenstellende Antwort, so darf von dem inspizierten Produktionsstandort kein Produkt mehr für den US-amerikanischen Markt produziert werden (Stufe 3). Darüber hinaus kann die FDA auch alle anderen, im Audit nicht beanstandeten, Produkte des Unternehmens für die Einfuhr in die Vereinigten Staaten sperren, wenn sie Zweifel an der Art und Weise im Umgang mit den Qualitätsstandards hat.
Durch den in den Vereinigten Staaten bestehenden Freedom of Information Act (FOIA) hat jeder US-Bürger das Recht, Zugang zu Dokumenten der Exekutive der Vereinigten Staaten zu verlangen. Aus diesem Grund werden die Warning Letters der FDA im Internet veröffentlicht. Dabei werden nur sensitive Informationen, die Produkte oder Verfahren betreffen, entfernt. Diese Publizität sorgt für einen erheblichen Druck auf das Unternehmen, das den Warning Letter erhalten hat, beziehungsweise generell schon im Vorfeld eines jeden FDA-Audits. Die Veröffentlichung kann sich auch auf den Aktienkurs des betroffenen Unternehmens auswirken, insbesondere wegen der möglichen dritten Stufe der FDA-Maßnahmen.

## Beispiel
Die FDA hat im Jahr 2000 der Firma Poly Implant Prothèse einen Warning Letter zugestellt und anschließend dem Unternehmen den Export seiner Brustimplantate in die Vereinigten Staaten untersagt.